# Honda Today
Der Honda Today ist ein PKW-Modell des japanischen Herstellers Honda. Er wurde 1985 der Öffentlichkeit als dreitüriges, sogenanntes Kei-Car vorgestellt. Im Jahre 1993 erfolgte der erste Modellwechsel, wodurch auch erstmals eine viertürige Variante, Today Associe genannt, zu haben war. Nach einem Facelift 1997 wurde der Today schließlich 1998 durch den Honda Life ersetzt.
Auf der Plattform des Today wurde ab 1991 auch der Roadster Honda Beat produziert.

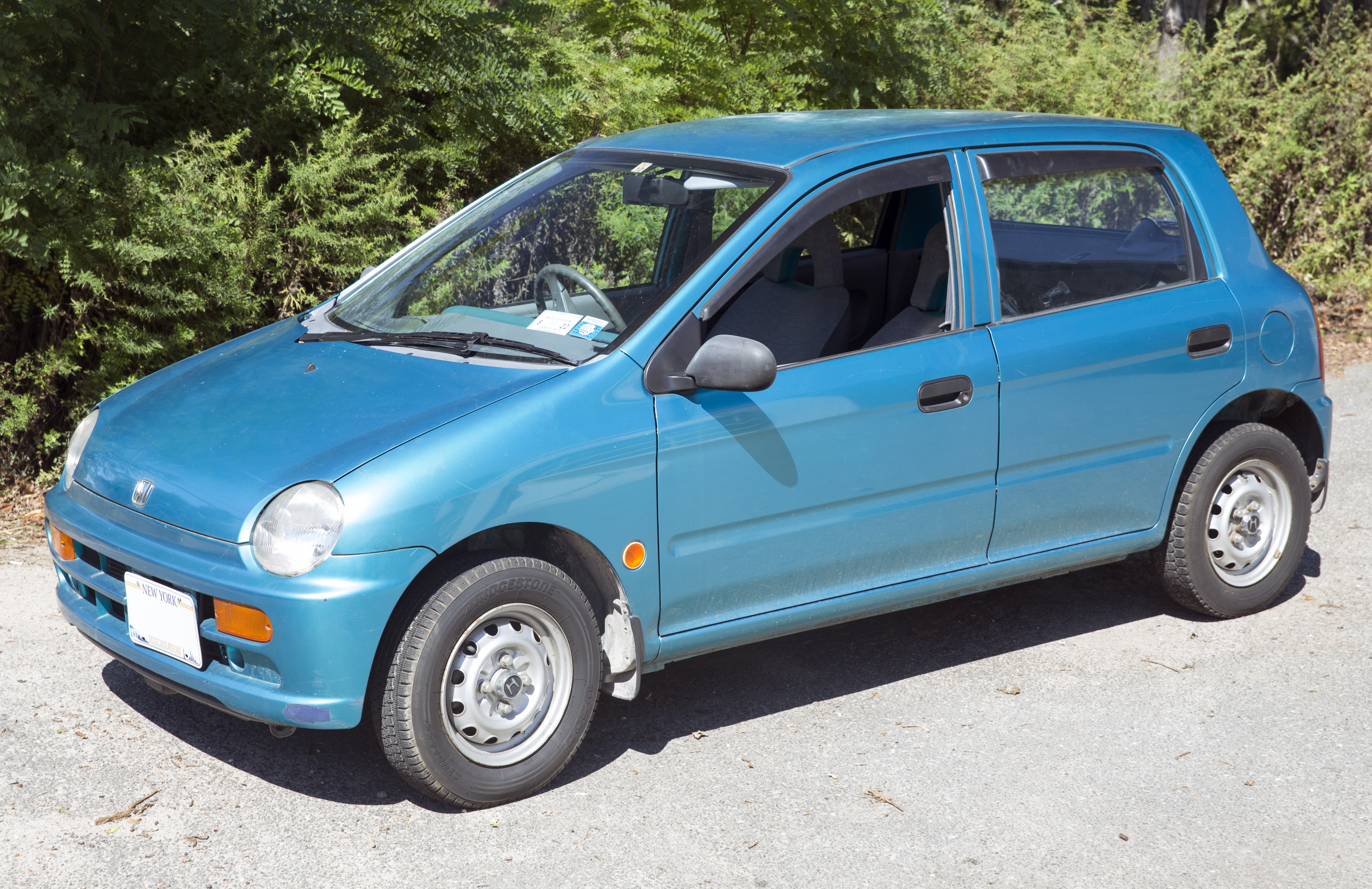
1993 Honda Today Associe